# Calciatore sudamericano dell'anno 2013
Il premio di calciatore sudamericano dell'anno per il 2013 fu assegnato a Ronaldinho, calciatore brasiliano dell'Atlético Mineiro.

## Classifica
| Pos. | Calciatore        | Naz.      | Voti | Squadra           |
| ---- | ----------------- | --------- | ---- | ----------------- |
| 1.   | Ronaldinho        | Brasile   | 156  | Atlético Mineiro  |
| 2.   | Neymar            | Brasile   | 81   | Santos            |
| 3.   | Maxi Rodríguez    | Argentina | 79   | Newell's Old Boys |
| 4.   | Éverton Ribeiro   | Brasile   | 8    | Cruzeiro          |
| 5.   | Jô                | Brasile   | 6    | Atlético Mineiro  |
| 6.   | Éderson           | Brasile   | 5    | Athl. Paranaense  |
| 7.   | Jefferson Montero | Ecuador   | 4    | Atlético Morelia  |
| 8.   | Pablo Velázquez   | Paraguay  | 2    | Toluca            |
| 9.   | Bernard Duarte    | Brasile   | 1    | Atlético Mineiro  |
| 9.   | Diego Forlán      | Uruguay   | 1    | Internacional     |
| 9.   | Paulinho          | Brasile   | 1    | Corinthians       |
| 9.   | Victor            | Brasile   | 1    | Atlético Mineiro  |

1. 1 2 3  Calciatore trasferitosi in Europa nel corso della stagione.